# Vallpineda (Garraf)
Vallpineda és una urbanització situada als termes municipals de Sitges i de Sant Pere de Ribes, al Garraf.
En aquesta urbanització hi havia la discoteca Pachá de Sitges, oberta el 1967. El tros d'urbanització corresponent a Sant Pere de Ribes té 1.230 habitants. Hi ha dos complexos esportius i una escola privada.